# André de Lohéac
André de Laval, noto come André de Lohéac, signore di Lohéac, Lanvaux e Gargolay, barone di Retz (Montsûrs, 1408 – Laval, 29 dicembre 1486), è stato un militare francese, ammiraglio di Francia e maresciallo di Francia.

## Biografia
Era il secondo figlio maschio di Jean de Montfort, il quale sposando Anne de Laval, figlia di Guy XII de Laval, aveva dalla casata della moglie assunto il cognome e il titolo di Guy XIII. André de Laval prese il nome dalla signoria paterna di Lohéac, situata in Bretagna.
Nel corso della guerra dei cent'anni ebbe le prime esperienze contro gli inglesi nel 1423: alla battaglia di La Brossinière vicino Bourgon in Mayenne, venne armato cavaliere sul campo di battaglia dal conte d'Aumale; l'investitura avvenne con la spada appartenuta a Bertrand du Guesclin, che la vedova del connestabile, sua nonna materna Jeanne de Laval, gli aveva affidato.
Nel marzo 1428 la città di Laval venne assaltata di sorpresa dagli inglesi, così la guarnigione e il giovane André de Lohéac si ritirarono nel castello di Laval, e si arresero dopo sei giorni di resistenza. Prigioniero di John Talbot, ottenne la libertà dopo il pagamento di un riscatto considerevole. La città di Laval rimase in mano inglese per oltre due anni.
Nel 1429 fu nominato luogotenente di Arturo III di Bretagna, connestabile di Francia e governatore del Maine per conto del re.
L'8 giugno 1429 raggiunse con suo fratello maggiore Guy XIV de Laval, a Selles-en-Berry (oggi Selles-sur-Cher), l'armata reale che riuniva le forze di Giovanna d'Arco e Giovanni II d'Alençon, per intraprendere la liberazione della valle della Loira dopo la fine dell'assedio di Orléans. Si mise in luce, tra l'altro, a Jargeau, Beaugency, e soprattutto a Patay, dove combatté all'avanguardia.
Sempre col fratello Guy prese parte a Reims alla consacrazione di Carlo VII di Francia, l'8 luglio 1429. Quello stesso giorno il sovrano eresse la baronia di Laval a contea, e diede ai due nobili un posto di primo piano nella nobiltà francese.
Nel 1433 Carlo VII lo fece governatore della contea di Laval; partecipò alla presa di Parigi e vi si distinse (così come in altre occasioni), sicché il sovrano gli conferì nel 1437 la dignità di ammiraglio di Francia.

### Maresciallo di Francia
Nel 1439 de Lohéac ricevette la nomina a maresciallo di Francia in seguito alla morte di Pierre de Rieux. Lasciò quindi la funzione di ammiraglio a Prigent de Coëtivy.
Nel 1441 il maresciallo de Lohéac continuò a combattere contro gli inglesi nei dintorni di Parigi; aveva il comando di una delle tre armate alla battaglia di Pontoise, sotto il re e il delfino. Più tardi si distinse quando affrontò la guarnigione inglese di Mantes che aveva compiuto una sortita sino alle porte di Parigi: sbaragliò completamente gli avversari e tornò nella capitale con un gran numero di prigionieri. L'anno seguente il maresciallo de Lohéac fece levare l'assedio a Dieppe. Ricondusse poi all'obbedienza il conte Giovanni V d'Armagnac, che, ribellatosi, era entrato in armi nella contea di Comminge e ne aveva occupato i principali centri.

### Campagna di Guienna
Nel 1451 André de Lohéac prese parte alla riconquista della Guienna, agli assedi di Blaye e Bourbourg-Fronsac, alla presa di Bordeaux il 24 giugno, ed infine all'assedio di Bayonne, con la resa della città il 20 agosto.
Nel 1453 gli inglesi erano rientrati in possesso, grazie ad un tradimento, di varie città della Guienna, ed il re inviò a scacciarli il maresciallo 
de Lohéac: questi mise l'assedio a Castillon il 13 luglio; gli inglesi accorsero in gran numero pochi giorni dopo agli ordini di John Talbot, attaccarono ma furono sconfitti, e lo stesso Talbot e suo figlio persero la vita. L'indomani Castillon si arrese; lo stesso fecero Fronsac, Libourne, Langon, Cadillac. Bordeaux dopo un assedio di alcuni mesi si arrese il 17 ottobre.
Nel maggio 1455, con Xaintrailles, sottomise tutte le fortezze del conte d'Armagnac, assediò e prese Lectoure.

### Luigi XI
De Lohéac aveva servito Carlo VII in tutte le battaglie, anche contro il Delfino (1456), futuro Luigi XI, di conseguenza nel 1461, con la morte di Carlo VII e l'insediamento di Luigi XI, il maresciallo de Lohéac cadde in disgrazia, venne sospeso dalla carica e fu nominato maresciallo in sua vece Jean de Lescun.
André de Lohéac lasciò allora la corte e si ritirò a Nantes fino al 1465, epoca in cui entrò nella Lega del bene pubblico. L'esercito dei nobili lasciò Étampes per Parigi: de Lohéac e Odet d’Aydie comandavano l'avanguardia; arrivati al ponte di Charenton presero sotto il tiro dell'artiglieria la torre e le fortificazioni che difendevano il passaggio. Luigi XI si risolse a stipulare la pace con alcuni di loro il 29 ottobre; una delle clausole segrete del trattato di Conflans era che André de Lohéac fosse reintegrato nella carica.
Il 22 luglio 1465 Luigi XI lo nominò luogotenente generale al governo di Parigi; il 29 ottobre seguente lo reintegrò nelle cariche di ammiraglio e maresciallo di Francia.
Nel 1468 partì per la Normandia, per mantenervi l'ordine e garantirla dalle invasioni dei Borgognoni.
Nel 1469, col conte di Dammartin, sedò la rivolta scoppiata nella Contea d'Armagnac, per poi lasciare la carica di luogotenente di Parigi ed assumere quella di luogotenente di Piccardia, che tenne dal 1471 al 1472.
Nel 1472 resistette con successo agli attacchi di Carlo I di Borgogna all'assedio di Beauvais. Luigi XI domandò nel 1472 ospitalità al maresciallo presso il castello di Montjean.
Nominato luogotenente di Champagne e Brie nel 1476, il re lo fece il 18 dicembre capitano di Sainte-Menehould, con l'incarico di tenere la città, il castello, le terre e la relativa signoria. Suo ultimo incarico fu quello di capitano di Pontoise, il 16 maggio 1481.
Morì il 29 dicembre 1486 a Laval senza lasciare discendenti. Fu sepolto nel coro della collegiale Saint-Tugal de Laval da Philippe de Luxembourg, vescovo di Le Mans.

### Ordine di San Michele
Dopo la fine della guerra della Lega del bene pubblico, i Laval e Luigi XI intrattennero buone relazioni. La famiglia era rimasta leale al sovrano, e questi a sua volta ne apprezzava il sostegno, tanto che alla creazione dell'Ordine di San Michele de Lohéac fu (1469) uno dei primi quindici cavalieri insigniti; con lui ricevette l'ordine anche il fratello Louis de Laval, luogotenente del re in Champagne.

## Discendenza
Sposò nel 1451 Marie de Montmorency-Laval detta Marie de Rais, unica figlia Gilles de Rais e vedova di Prigent de Coëtivy. Grazie al matrimonio divenne il nuovo barone di Retz, e signore di Machecoul, Champtocé-sur-Loire, ecc. La moglie morì nel 1458, senza dargli figli.